# Szentelek
Szentelek (németül: Stegersbach, horvátul: Santalek) mezőváros Ausztriában Burgenland tartományban a Németújvári járásban.

## Fekvése
Németújvártól 18 km-re északnyugatra a Strém-patak partján fekszik.

## Története
1289-ben a Continuatio Vindobonensis említi először "Stegraifebach" alakban. "Szentelek" néven 1333-ban említik először, akkor már állt Szent Egyed tiszteletére szentelt temploma, valamint plébániája is. 1391-ben Németújvárhoz tartozó uradalmi vámhely, 1450 körül királyi harmincadszedőhely volt. 1427-ben "Zenthelek" alakban említik. 1523-ban Merczinger Kristóf németújvári várnagy adományként kapta, ekkor kezdődött meg itt egy nemesi udvarház vagy kastély építése. 1532-ben a települést elpusztította a török. 1534-ben a kipusztított lakosság helyére horvátokat telepítettek. Lakói 1580-ban protestánsok lettek, katolikus plébániáját csak 1618-ban alapították újra. 1581-ben Rudolf magyar király Batthyány Boldizsárnak adományozta, majd 1583-ban mezővárosi rangot kapott. 1588-ban Batthyány a régi udvarház helyén új kastély építésébe kezdett. 1600-ban és 1621-ben súlyos pestisjárvány pusztított. 1605-ben Bocskai István hajdúi pusztították el a környék településeivel együtt. 1636-ban Batthyány Ádám a nyilvánvalóan romos régi kastély helyére Orsolini olasz építőmester tervei szerint új reneszánsz kastélyt építtetett. 1662-ben a települést felosztották a Batthyányak két ága között. 1664-ben az átvonuló császári hadak rabolták ki a települést. 1698-ban felépült az első iskolaépület. 1704 és 1708 között többször szenvedett a kuruc hadaktól. 1756-ban a plébániatemplomot építették át, 1799-ben felépült a Szent Antal-kápolna. 1832-ben és 1849-ben kolerajárvány pusztított. 1860-ban megalakították a Szenteleki járást, melynek a székhelye lett. A járás 1871-ig állt fenn és 28 település tartozott hozzá. 1861-ben csendőrőrs létesült. 1863-ban új épületet kapott a népiskola. 1868-ban postahivatal létesült a településen. 1871-ben körjegyzőség székhelye lett. 1874-ben egy hatalmas tűzvészben 52 lakóház mellett a Szent Antal kápolna is leégett. 1879-ben megalakult az önkéntes tűzoltóegylet. 1883-ban megnyílt a helyi gyógyszertár, 1891-ben pedig a takarékpénztár. 1895-től állami anyakönyvi hivatal működött a településen.
Vályi András szerint "SZENT ELEK. Stegersbach. Horvát falu Vas Várm. földes Ura Gr. Batthyáni Uraság, lakosai katolikusok, fekszik Német Újvárhoz 2 3/4 mértföldnyire; határja jó, ’s külömbféle vagyonnyaikat is könnyen eladhattyák."
Fényes Elek szerint "Szent-Elek, (Stegerbach), horvát mv., Vas vmegyében, 1/2 órányira a stájer szélektől, 1959 kath. lak., s paroch. szentegyházzal. Nagy de sovány szőlőhegy, melly savanyu borral fizet. Szép erdő. Lakosai igen erős és magas emberek, híres szekeresek, s szekerezni Gréczbe és Pestre járnak. F. u. h. Batthyáni. Ut. p. Fürstenfeld."
Vas vármegye monográfiája szerint "Szent-Elek, nagy község, 459 házzal és 2958 r. kath. és ág. ev. vallású német- és horvátajkú lakossal. Postája és távírója helyben van. A községben – mely a Strém-patak mellett fekszik – van a körjegyzőség és a körorvos székhelye. A lakosok takarékpénztárt és önsegélyző-egyletet tartanak fenn; magyar iskolájukat már 1826-ban nyitották meg. Plébániája 1618-ban állíttatott vissza és újabb temploma 1753-ban épült. Kegyúra Kottulinszky Teodóra grófnő. A községben egy mult századbeli Batthyány-kastély is van."
1910-ben 2801 lakosából 1765 német, 846 horvát és 102 magyar volt. Az első világháborúban 120 helyi férfi esett el vagy tűnt el. A trianoni békeszerződésig Vas vármegye Németújvári járásához tartozott. 1921-ben Ausztria Burgenland tartományának része lett. A második világháborúnak 171 helyi lakos esett áldozatul. Az orosz csapatok 1945. április 12-én vonultak be a településre. 1949-ben felépült az új városháza. 1954-ben felépült a főiskola épülete. 1955-ben az osztrák államszerződés eredményeként kivonultak az orosz csapatok, munkaügyi hivatal nyílt a településen. 1962-ben felépült az új óvoda, majd 1966-ban a szakiskola. 1971 és 1974 között felépítették az ún. „Spiráltemplomot”, mely nevét jellegzetes formája után kapta. 1989-ben mélyfúrással termálvizet találtak a határában. 1993-ben a kastélyban múzeum nyílt. 1999-re kiépült a település víz- és gázvezeték hálózata, 2001-ben pedig elkezdődött a csatornaépítés befejező szakasza. 2003-ban új koncertterem és szociális központ nyílt. 2004-ben megnyílt a termálfürdő. 2006-ban átadták az új stadiont.
2001-ben 2380 lakosa volt, ebből 2174 német, 68 horvát, 35 magyar, 19 cigány, 84 egyéb nemzetiségű volt.

## Nevezetességei
- Szent Egyed tiszteletére szentelt római katolikus temploma középkori eredetű, 1333-ban már állt. Később gótikus stílusban építették át, mai formáját 1756-ban a barokk átalakításkor nyerte el.
- A Szentlélek tiszteletére szentelt római katolikus plébániatemploma, az ún. Spiráltemplom 1971 és 1974 között épült. Formája a mennyországba vezető lépcsőket szimbolizálja.
- A Batthyány-kastély 1636-ban épült reneszánsz stílusban.
- A településen számos úti kápolna, kereszt és képoszlop is található.

## Külső hivatkozások
- Hivatalos oldal
- Szentelek a dél-burgenlandi települések honlapján
- A plébánia honlapja Archiválva 2009. május 26-i dátummal a Wayback Machine-ben
- Magyar katolikus lexikon
- Szentelek az Osztrák Statisztikai Hivatal honlapján
- Az SV Stegersbach sportklub honlapja